# Skate Canada 2010
Navigation
Édition précédente Édition suivante
Le Skate Canada (ou Internationaux Patinage Canada) est une compétition internationale de patinage artistique qui se déroule au Canada au cours de l'automne. Il accueille des patineurs amateurs de niveau senior dans quatre catégories: simple messieurs, simple dames, couple artistique et danse sur glace.
Le trente-septième Skate Canada est organisé du 28 au 31 octobre 2010 au K-Rock Centre de Kingston dans la province de l'Ontario. Il est la deuxième compétition du Grand Prix ISU senior de la saison 2010/2011.

## Résultats

### Messieurs

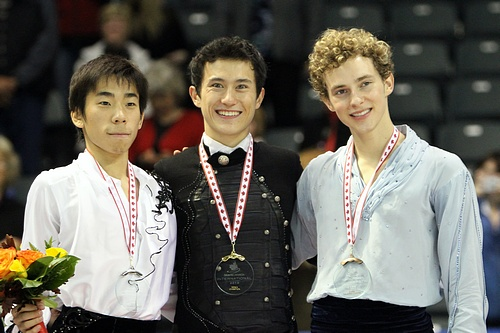
Podium des Messieurs

| Rang | Nom                  | Pays       | Points | Programme court | Programme court | Programme libre | Programme libre |
| ---- | -------------------- | ---------- | ------ | --------------- | --------------- | --------------- | --------------- |
| 1    | Patrick Chan         | Canada     | 239.52 | 4               | 73.20           | 1               | 166.32          |
| 2    | Nobunari Oda         | Japon      | 236.52 | 1               | 81.37           | 3               | 155.15          |
| 3    | Adam Rippon          | États-Unis | 233.04 | 3               | 77.53           | 2               | 155.51          |
| 4    | Kevin Reynolds       | Canada     | 218.65 | 2               | 80.09           | 6               | 138.56          |
| 5    | Javier Fernández     | Espagne    | 210.85 | 6               | 66.74           | 4               | 144.11          |
| 6    | Alban Préaubert      | France     | 209.05 | 5               | 69.71           | 5               | 139.34          |
| 7    | Artur Gachinski      | Russie     | 204.08 | 7               | 66.57           | 7               | 137.51          |
| 8    | Jeremy Ten           | Canada     | 191.86 | 9               | 60.70           | 8               | 131.16          |
| 9    | Yasuharu Nanri       | Japon      | 188.96 | 8               | 61.00           | 9               | 127.96          |
| 10   | Grant Hochstein      | États-Unis | 181.65 | 12              | 56.98           | 10              | 124.67          |
| 11   | Kristoffer Berntsson | Suède      | 175.84 | 11              | 57.49           | 11              | 118.35          |
| 12   | Paolo Bacchini       | Italie     | 167.60 | 10              | 59.78           | 12              | 107.82          |

### Dames

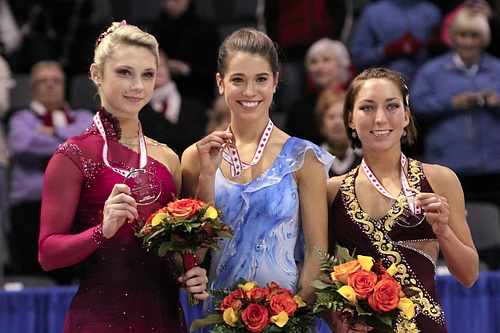
Podium des Dames

| Rang    | Nom               | Pays       | Points | Programme court | Programme court | Programme libre | Programme libre |
| ------- | ----------------- | ---------- | ------ | --------------- | --------------- | --------------- | --------------- |
| 1       | Alissa Czisny     | États-Unis | 172.37 | 4               | 55.95           | 1               | 116.42          |
| 2       | Ksenia Makarova   | Russie     | 165.00 | 2               | 57.90           | 2               | 107.10          |
| 3       | Amélie Lacoste    | Canada     | 157.26 | 5               | 55.30           | 4               | 101.96          |
| 4       | Cynthia Phaneuf   | Canada     | 156.24 | 1               | 58.24           | 7               | 98.00           |
| 5       | Haruka Imai       | Japon      | 154.54 | 6               | 52.52           | 3               | 102.02          |
| 6       | Agnes Zawadzki    | États-Unis | 154.35 | 3               | 56.29           | 6               | 98.06           |
| 7       | Myriane Samson    | Canada     | 152.05 | 7               | 51.62           | 5               | 100.43          |
| 8       | Valentina Marchei | Italie     | 137.78 | 9               | 45.57           | 8               | 92.21           |
| 9       | Fumie Suguri      | Japon      | 132.84 | 8               | 48.17           | 10              | 84.67           |
| 10      | Sonia Lafuente    | Espagne    | 131.20 | 10              | 42.76           | 9               | 88.44           |
| 11      | Alexe Gilles      | États-Unis | 125.64 | 11              | 41.02           | 11              | 84.62           |
| Forfait | Sarah Meier       | Suisse     |        |                 |                 |                 |                 |

### Couples

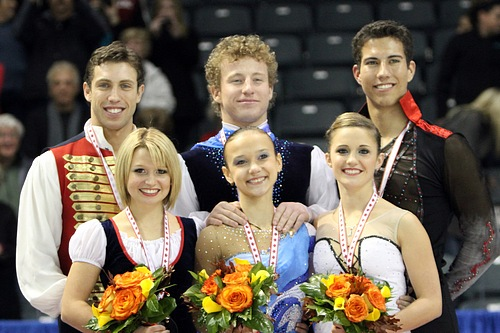
Podium des couples artistiques

| Rang | Nom                                     | Pays        | Points | Programme court | Programme court | Programme libre | Programme libre |
| ---- | --------------------------------------- | ----------- | ------ | --------------- | --------------- | --------------- | --------------- |
| 1    | Lubov Iliushechkina / Nodari Maisuradze | Russie      | 171.40 | 1               | 60.72           | 2               | 110.68          |
| 2    | Kirsten Moore-Towers / Dylan Moscovitch | Canada      | 170.92 | 5               | 53.68           | 1               | 117.24          |
| 3    | Paige Lawrence / Rudi Swiegers          | Canada      | 161.15 | 3               | 56.14           | 3               | 105.01          |
| 4    | Marissa Castelli / Simon Shnapir        | États-Unis  | 159.85 | 2               | 56.34           | 5               | 103.51          |
| 5    | Meagan Duhamel / Eric Radford           | Canada      | 158.53 | 4               | 54.80           | 4               | 103.73          |
| 6    | Britney Simpson / Nathan Miller         | États-Unis  | 134.05 | 6               | 46.39           | 6               | 87.66           |
| 7    | Dong Huibo / Wu Yiming                  | Chine       | 129.26 | 7               | 43.53           | 7               | 85.73           |
| 8    | Stacey Kemp / David King                | Royaume-Uni | 125.52 | 8               | 43.50           | 8               | 82.02           |

### Danse sur glace

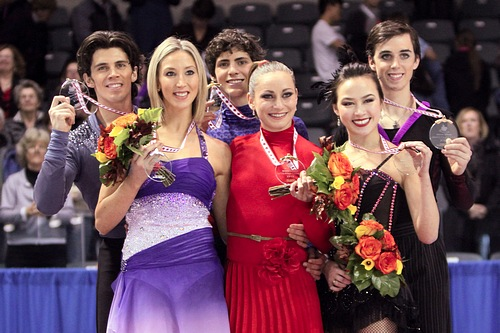
Podium de la danse sur glace

| Rang | Nom                                 | Pays        | Points | Danse courte | Danse courte | Danse libre | Danse libre |
| ---- | ----------------------------------- | ----------- | ------ | ------------ | ------------ | ----------- | ----------- |
| 1    | Vanessa Crone / Paul Poirier        | Canada      | 154.42 | 2            | 62.95        | 1           | 91.47       |
| 2    | Sinead Kerr / John Kerr             | Royaume-Uni | 149.80 | 1            | 62.96        | 3           | 86.84       |
| 3    | Madison Chock / Greg Zuerlein       | États-Unis  | 139.05 | 4            | 54.19        | 4           | 84.86       |
| 4    | Alexandra Paul / Mitchell Islam     | Canada      | 138.16 | 6            | 50.55        | 2           | 87.61       |
| 5    | Pernelle Carron / Lloyd Jones       | France      | 136.03 | 3            | 54.43        | 5           | 81.60       |
| 6    | Kristina Gorshkova / Vitali Butikov | Russie      | 127.45 | 5            | 51.56        | 6           | 75.89       |
| 7    | Sarah Arnold / Justin Trojek        | Canada      | 107.64 | 8            | 40.07        | 7           | 67.57       |
| 8    | Stefanie Frohberg / Tim Giesen      | Allemagne   | 105.10 | 7            | 43.00        | 8           | 62.10       |
| 9    | Rachel Tibbetts / Collin Brubaker   | États-Unis  | 95.86  | 9            | 36.88        | 9           | 58.98       |

## Sources
- Résultats du Skate Canada 2010 sur le site de l'ISU
- Patinage Magazine N°124 (Novembre/Décembre 2010)